# Astrocasia peltata
Astrocasia peltata är en emblikaväxtart som beskrevs av Paul Carpenter Standley. Astrocasia peltata ingår i släktet Astrocasia och familjen emblikaväxter. Inga underarter finns listade i Catalogue of Life.